# Veronica Kristiansen
Veronica Egebakken Kristiansen (Stavanger, 10 de julio de 1990) es una jugadora de balonmano noruega que juega de lateral izquierdo en el Győri ETO KC. Es internacional con la selección femenina de balonmano de Noruega.

## Palmarés

### Selección noruega
| Juegos Olímpicos   | Juegos Olímpicos  | Juegos Olímpicos  | Juegos Olímpicos |
| Año                | Lugar             | Medalla           |                  |
| ------------------ | ----------------- | ----------------- | ---------------- |
| 2016               | Río de Janeiro    | Medalla de bronce |                  |
| 2020               | Tokio             | Medalla de bronce |                  |
| 2024               | París             | Medalla de oro    |                  |
| Campeonato Mundial |                   |                   |                  |
| Año                | Lugar             | Medalla           |                  |
| 2015               | Dinamarca         | Medalla de oro    |                  |
| 2017               | Alemania          | Medalla de plata  |                  |
| 2021               | España            | Medalla de oro    |                  |
| Campeonato Europeo |                   |                   |                  |
| Año                | Lugar             | Medalla           |                  |
| 2014               | Croacia y Hungría | Medalla de oro    |                  |
| 2016               | Suecia            | Medalla de oro    |                  |
| 2020               | Dinamarca         | Medalla de oro    |                  |

### FC Midtjylland Håndbold
- Copa de Dinamarca de balonmano femenino (1): 2015

### Győri ETO KC
- Liga de Hungría de balonmano femenino (3): 2019, 2022, 2023
- Liga de Campeones de la EHF femenina (3): 2019, 2024, 2025[3]
- Copa de Hungría de balonmano femenino (2): 2019, 2021

## Clubes
| Club                    | País      | Año         |
| ----------------------- | --------- | ----------- |
| Mjøndalen IF            | Noruega   | 2006 - 2009 |
| Vipers Kristiansand     | Noruega   | 2009 - 2011 |
| Glassverket IF          | Noruega   | 2011 - 2015 |
| FC Midtjylland Håndbold | Dinamarca | 2015 - 2018 |
| Győri ETO KC            | Hungría   | 2018 - Act. |